# Famille de Brettes
La famille de Brettes est une famille subsistante de la noblesse française, originaire de l'Angoumois.

## Origines
La famille des marquis du Cros et vicomte de Brettes est originaire de la province du Limousin. Distinguée par ses services militaires, elle a été maintenue dans sa noblesse en 1666 par d'Aguesseau, intendant du Limousin.
Par ailleurs elle a fait les preuves pour 4 pages du Roi, la Maison Royale de Saint-Cyr.
Elle fait remonter sa filiation à Jeannot de Brettes, écuyer, époux de Peronne de Neuville au début du XVIe siècle. Un incendie dans le château familial de Cros en 1790 nous empêche d'avoir plus de précisions sur leurs ascendants.

## Personnalités

### Branche aînée de Brettes
- François de Brettes qui fut créé chevalier de l'ordre de Saint Michel par le Roi Charles IX en 1571
- Gédéon, marquis de Cros, volontaire et menant à ses frais 100 hommes d'armes dans les armées du Roi.
- Jacques-François, marquis de Cros, capitaine des chevau-légers de la garde du Roi. Il commanda la noblesse du ban du Limousin en 1694.
- Pierre son fils Joseph-Martial et son petit-fils Jean-Baptiste, marquis du Cros, furent reçus respectivement en 1707, 1731 et en 1762 pages du Roi en sa grande écurie.
- Joseph-Martial, Marquis du Cros, deuxième du nom, lieutenant-colonel dans l'armée des Princes, chevalier de Saint Louis.
- Louis-François et Jean Baptiste, reçus page à la veille de la révolution de 1789.
- Joseph de Brettes, grand explorateur, géographe, photographe [1]. Chargé de mission par le gouvernement français en 1898. Il a surtout exploré l'Amérique du Sud (Colombie, Chaco...)[2]. Membre de la Société de Géographie, de la Société scientifique, historique et archéologique de la Corrèze.

### Branche de Brettes-Thurin
- Auguste de Brettes-Thurin, comte de Brettes-Thurin, homme politique français.

## Armoiries
Les armes de la famille se blasonnent ainsi : Écartelé aux 1 et 4 : d'argent, à 3 vaches de gueules, l'une sur l'autre, accornées et clarinées d'azur ; aux 2 et 3 : d'argent, aux 3 grues de sable posées 2 et 1.
Supports : deux lions
- Seigneur de Cieux, d'Assignan, de Masrocher et de Richebourg.

## Généalogie

### Branche aînée
- Jeannot de Brettes X Peyronne de Neufville
  - François de Brettes, baron du Cros (1532-1575) X Anne des Roches (1530-?)
    - Françoise de Brettes (?-1598) X (1570) René de Laage de Volude, sgr de Volude (?-1598)
    - Jeanne de Brettes (-1607) X (1574) Pierre de Maumont, sgr de La Vialle

  - François de Brettes, baron du Cros (1532-1575) X (1565) Anne Vigier de Chalonne
    - Cybard de Brettes, baron de Brouillac (1556-1618) X (1589)  Jeanne de Salignac (1571-1612)
      - Gédéon de Brettes, marquis de Cros (1590-1672) X  (1623) Madeleine de Douhet (1606-1640)
        - Marie de Brettes (1624-1669) X (1644) François de Roffignac, sgr de Sannat (1618-1673)

      - Gédéon de Brettes, marquis de Cros (1590-1672) X (1642) Claude Dreux (1622-?)
        - Catherine de Brettes X (1676) Guy d'Aloigny, sgr de Boismorand, puis mariée à X (1682) François Taveau de Morthermer, baron de Morthermer
        - Françoise de Brettes X (1672) François de Jousselin, sgr de Meiry
        - Anne de Brettes (1650-1696) X (1668) Paul de Marsanges, sgr de Vaulry (?-1698)
        - Jacques-Francois de Brettes, marquis de Cros (?-1694) X (1675) Anne Robin
          - Catherine de Brettes (?-1707) X (1699) Gabriel d'Abzac (1667-1745)
          - Pierre de Brettes, marquis de Brettes (1678-?) X (1714) Suzanne de Petiot
            - Joseph Martial de Brettes, marquis de Brettes (1716-1793) X (1734) Anne Placide de Cognac (1710-1752)
              - Marie de Brettes (1739-1791) X Mathieu de Vauteaux, sgr du Mas du Puy (1730-1795)
              - Françoise de Brettes (1740-1788) X (1767) Joseph de Tryon, sgr de Salles (1730-1791)
              - Jean-Baptiste de Brettes, marquis de Cros (1744-1824) X (1770) Angélique du Peiron (1753-1772) puis marié à (1780) Louise de Barentin de Montchal (?-1787)
                - Joseph Martial Armand de Brettes, marquis de Cros (1781-1830) X (1811) Marie de Hamal (1783-?)
                  - Jean-Baptiste Charles Armand de Brettes, marquis de Brettes (1813-?) X (1841) Louise Verriet de Litardière (1823-)
                    - Martial Anatole de Brettes, marquis de Brettes (1842-1910) X (1872) Camille Bellink
                      - Henri de Brettes, marquis de Brettes (1875-1928) X (1903) Marie-Louise Guiot de La Rochère (1883-1968)
                        - Médéric de Brettes, marquis de Brettes (1905-?)
                        - Raymond de Brettes, marquis de Brettes (1906-1973) X (1948) Cécile Courcelle
                        - descendance masculine

                  - Théodore de Brettes (1816-1876) X (1835) Elisa de Corbier
                  - Eugénie de Brettes (1817-?) X (1843) Adolphe de Beaulieu

                - Françoise-Lucie de Brettes (1784-1859) X (1814) Athanase Hennequin de Villermont, comte de Villermont (1763-1840)

              - Joseph Martial de Brettes, sgr de Salette (1750-1829) X (1773) Louise de La Celle de Châteauclos (1752-?)
                - Frédéric de Brettes, vicomte de Brettes (1776-1859) X (1809) Marie d'Ornac de Verfeuil
                  - Pauline de Brettes (1817-1876) X (1837) Léon de La Valette-Monbrun (1803-1885)
                  - Henri de Brettes, vicomte de Brettes (1818-1896) X (1860) Hélène du Breuil-Hélion de La Guéronnière (1840-1896)
                    - descendance masculine

                - Louis-François de Brettes, vicomte de Brettes (1777-1868) X (1803) Marie de La Guillaucherie
                  - Charles de Brettes, comte de Brettes (1804-1868) X (1856) Hersilie Gaillard de Laubenque (1829-1898)
                    - descendance masculine

                  - Rose-Marie de Brettes (1805-?) X (1837) Henri Gaultier du Marache
                  - Marie-Aimée de Brettes (1809-1900) X (1833) Alfred du Breuil-Hélion de La Guéronnière, comte de la Guéronnière (1811-1884)
                  - Henri Séverin de Brettes, vicomte de Brettes (1814-1870) X (1846) Marie de Brettes (1825-1866)
                    - Jean Joseph de Brettes, vicomte de Brettes (1847-?)
                    - descendance masculine

                - Victor de Brettes, vicomte de Brettes (1786-1859) X (1814) Marie Godeau
                - Marie de Brettes (1825-1866) X (1846) Henri de Brettes (1814-1870)

- -     -       - Gédéon de Brettes, marquis de Cros (1590-1572) X Gabrielle d'Allemagne (?-1689)
        - Anne-Gabrielle de Brettes X (1676) François de Cognac, sgr de Pairs

      - Nérée de Brettes (?-1663) X (1621) André de Tessières

    - Françoise de Brettes X (1579) Pierre de Marsanges, sgr de Bois-Bertrand (?-1689)

### Branche cadette
- Abel de Brettes (fils de Cybard), sgr de Richebourg X (1634) Anne Berger de Vaux
  - François de Brettes X (1690) Marthe de Saint-George
    - Catherine de Brettes (1694-1733) X (1719) Jean de Villelume, sgr de Morcheval (1660-1738)

  - Jean de Brettes X Peyronne Surin
    - Joseph de Brettes, sgr de Richebourg (1658-1699) X (1685) Esther de La Faye
      - François de Brettes, sgr de Richebourg (1716) Marie Anne Bordier
        - Sicaire de Brettes, comte de Brettes X (1756) Marie Simon de La Barde
          - Jean-Charles de Brettes, comte de Brettes (1758-1794) X (1786) Marie-Gilberte Vidaud de La Barre
            - Jean-Louis de Brettes, comte de Brettes (1790-?) X (1813) Marie Mazeau des Granges (1787-1882)
              - Henri de Brettes, comte de Brettes (1814-1866) X (1845) Alexandrine Lajoumard de Bellabre (1819-?)
              - Henri de Brettes (1846-?) X (1881) Dauphine Roux de Reilhac (1856-?)
                - Thérèse de Brettes (1886-1976) X (1909) Tristan Roux de Reilhac (1885-1972)

              - Charles de Brettes (1849-?) X (1883) Hedwige Le Demours d'Ivory (1854-?)
                - Joseph de Brettes (1884-?) X (1916) Berthe Lebras
                - Henri de Brettes (1888-1850)

              - Alexandre de Brettes, comte de Brettes (1853-?) X (1890) Élisabeth de Monchy (1864-1917)
                - Alexandre de Brettes, comte de Brettes (1898-1978) X (1926) Anne-Marie Mercier de Lacombe (1903-1997)
                  - descendance masculine

        - Jean-Charles de Brettes, sgr de Richebourg X (1789) Marie-Anne des Roches de Chassay
          - Anne-Rosine de Brettes (1795-1825) X (1812) Pierre Roux de Reilhac (1790-?)

        - Françoise de Brettes X (1766) Martial Toussaint-Laboulinière (1729-?)
        - Françoise de Brettes (1721-1757) X (1743) Léonard Toussaint-Laboulinière
        - Madeleine de Brettes (?-1778) X (1744) Etienne Igonin (1712-1799)

  - Isaac de Brettes, sgr du Rivaud X (1660) Louise de La Barde
    - Jean de Brettes, sgr de Rivaud

### Branche de Brettes-Thurin
- Guillaume de Brettes-Thurin, sgr de Puichéric X (1528) Françoise de Thury
  - Antoine de Brettes-Thurin, sgr de Puichéric (1545-?) X (1567) Jeanne de Valat de l'Espignan (1547)
    - François de Brettes-Thurin, baron de Puichéric (?-1627) X (1593) Marguerite du Caylar
      - Hercule de Brettes-Thurin X (1637) Marguerite d'Hautpoul
        - Jean-Antoine de Brettes-Thurin (1650-?) X (1677) Charlotte de Boire
          - François de Brettes-Thurin X Élisabeth de Bourquejay
            - Charles de Brettes-Thurin X (1820) Adèle de Babut de Nogaret
              - Auguste de Brettes-Thurin, comte de Brettes-Thurin (1829-1893) X (1860) Marie-Lucie de Pontevès (1840-1908)
                - Louise de Brettes-Thurin X (1932) Marie Xavier Jean de La Croix de Ravignan (1859-1954)
                - Antoinette de Brettes-Thurin (1862-1929) X (1882) Octave Joly de Bammeville, comte romain (1847-1922)
                - Madeleine de Brettes-Thurin (1865-?) X (1887) Paul de Bailleul, marquis de Bailleul (1862-?)
                - Françoise de Brettes-Thurin (1869-1946) X (1892) Hippolyte Martin de La Bastide, baron de La Bastide (1857-?)

            - Marie de Brettes-Thurin X Armand de Saint-Félix de Mauremont
            - Marie-Marguerite de Brettes-Thurin (?-1858) X (1797) Etienne de Nouaillan, comte de Noailhan

      - Antoinette de Brettes-Thurin X (1627) Hercule de Thézan, sgr d'Aspiran

    - Étienne de Brettes-Thurin X (1606) Françoise de Poggio
      - Guillaume de Brettes-Thurin X Henriette de Thézan Saint-Géniez
        - François de Brettes-Thurin X Marie de Berthomieu
          - Thérèse de Brettes-Thurin X (1711) Alphonse de Grave

      - César de Brettes-Thurin X Catherine de Manas
        - Françoise de Brettes-Thurin X (1665) Jean de Polastron, sgr de Grepiac, de Lesdun et de Noueilles
        - Étienne de Brettes-Thurin X Anne de Mauléon
          - Gabriel de Brettes-Thurin X Marie-Françoise de Brettes-Thurin

        - Charles de Brettes-Thurin X Isabeau de Mauléon
          - Marie-Françoise de Brettes-Thurin X Gabriel de Brettes-Thurin

    - Françoise de Brettes-Thurin X (1593) Jean d'Hautpoul, sgr d'Argentières

## Alliances
Les principales alliances de la famille sont : Vigier de Chalonne (1565), de Laage de Volude (1570), de Maumont (1574), de Salignac (1589), de Tessières (1621), de Douhet (1623), Dreux (1642), de Roffignac (1644), de Marsanges (1668, 1579), de La Barde (1660), de Jousselin (1672), Robin (1675), d'Aloigny (1676), de Cognac (1676), Taveau de Morthermer (1682), de La Faye (1685), de Saint-George (1690), d'Abzac (1699), de Petiot (1714), Bordier (1716), de Villelume (1719), Placide de Cognac (1734), Toussaint-Laboulinière (1743, 1766), Igonin (1744), Simon de La Barde (1756), de Tryon (1767), du Peiron (1770).